# Polnische Meisterschaften im Skilanglauf 2009
Die Polnischen Meisterschaften im Skilanglauf 2009 fanden vom 25. März bis zum 1. April 2009 in Szklarska Poręba statt. Ausgetragen wurden bei den Männern die Distanzen 10 km, 30 km und 45 km und bei den Frauen 5 km, 15 km und 30 km. Zudem wurden Sprint und Staffelrennen absolviert. Bei den Männern gewann Maciej Kreczmer über 10 km, 30 km und 50 km und Janusz Krężelok im Sprint und mit der Staffel von KS AZS-AWF Katowice. Bei den Frauen holte Justyna Kowalczyk alle vier Einzeltitel sowie mit der Staffel von KS AZS-AWF Katowice.

## Ergebnisse Herren

### Sprint klassisch
| Platz | Name              | Verein                 |
| ----- | ----------------- | ---------------------- |
| 1     | Janusz Krężelok   | KS AZS-AWF Katowice    |
| 2     | Maciej Kreczmer   | LKS Poroniec Poronin   |
| 3     | Maciej Staręga    | UKS Rawa Siedlce       |
| 4     | Piotr Kocoń       | KS AZS-AWF Katowice    |
| 5     | Sebastian Gazurek | NKS Trójwieś Beskidzka |
| 6     | Andrzej Leśnik    | LKS Poroniec Poronin   |

Datum: 27. März

Es waren 25 Läufer am Start.

### 10 km Freistil
| Platz | Name              | Verein                  | Zeit (min) |
| ----- | ----------------- | ----------------------- | ---------- |
| 1     | Maciej Kreczmer   | LKS Poroniec Poronin    | 24:30,2    |
| 2     | Janusz Krężelok   | KS AZS-AWF Katowice     | 24:50,5    |
| 3     | Bogusław Gracz    | LKS Poroniec Poronin    | 25:24,9    |
| 4     | Mariusz Michałek  | KS AZS-AWF Katowice     | 25:38,3    |
| 5     | Maciej Staręga    | UKS Rawa Siedlce        | 25:50,4    |
| 6     | Adam Kwak         | LKS Poroniec Poronin    | 26:03,2    |
| 7     | Krzysztof Stec    | KS AZS-AWF Katowice     | 26:07,1    |
| 8     | Wojciech Biskup   | AZS AWF Kraków-Zakopane | 26:23,8    |
| 9     | Sebastian Gazurek | NKS Trójwieś Beskidzka  | 26:36,3    |
| 10    | Jan Antolec       | LKS Poroniec Poronin    | 26:56,7    |

Datum: 28. März

Es waren 38 Läufer am Start.

### 30 km klassisch Massenstart
| Platz | Name              | Verein                      | Zeit (std) |
| ----- | ----------------- | --------------------------- | ---------- |
| 1     | Maciej Kreczmer   | LKS Poroniec Poronin        | 1:24:35,1  |
| 2     | Janusz Krężelok   | KS AZS-AWF Katowice         | 1:25:13,6  |
| 3     | Mariusz Michałek  | KS AZS-AWF Katowice         | 1:28:01,1  |
| 4     | Krzysztof Stec    | KS AZS-AWF Katowice         | 1:31:13,5  |
| 5     | Wojciech Biskup   | AZS AWF Kraków-Zakopane     | 1:31:22,9  |
| 6     | Maciej Staręga    | UKS Rawa Siedlce            | 1:32:12,9  |
| 7     | Rafał Węgrzyn     | MKS Halicz Ustrzyki Dolne   | 1:33:40,9  |
| 8     | Sebastian Gazurek | NKS Trójwieś Beskidzka      | 1:33:54,5  |
| 9     | Paweł Bagiński    | MKS Karkonosze Jelenia Góra | 1:33:58,5  |
| 10    | Marcin Rzeszótko  |                             | 1:34:21,0  |

Datum: 25. März

Es waren 25 Läufer am Start.

### 4 × 10 km Staffel
| Platz | Team                                                                           | Zeit (std) |
| ----- | ------------------------------------------------------------------------------ | ---------- |
| 1     | KS AZS-AWF KatowicePiotr Kocoń Janusz Krężelok Krzysztof Stec Mariusz Michałek | 1:46:36,9  |
| 2     | LKS Poroniec PoroninAdam Kwak Maciej Kreczmer Bogusław Gracz Tomasz Kałużny    | 1:47:53,9  |
| 3     | LKS Poroniec PoroninGrzegorz Kucek Patryk Chudoba Jan Antolec Andrzej Leśnik   | 1:55:43,7  |

Datum: 30. März

Es waren 9 Teams am Start.

### 45 km Freistil Massenstart
| Platz | Name             | Verein                     | Zeit (std) |
| ----- | ---------------- | -------------------------- | ---------- |
| 1     | Maciej Kreczmer  | LKS Poroniec Poronin       | 1:57:53,9  |
| 2     | Mariusz Michałek | KS AZS-AWF Katowice        | 2:00:23,9  |
| 3     | Krzysztof Stec   | KS AZS-AWF Katowice        | 2:01:02,9  |
| 4     | Rafał Węgrzyn    | MKS Halicz Ustrzyki Dolne  | 2:06:06,0  |
| 5     | Radosław Szwade  | MUKN Pod Stróżą Miszkowice | 2:08:08,2  |
| 6     | Wojciech Biskup  | AZS AWF Kraków-Zakopane    | 2:12:22,4  |

Datum: 1. April

Es waren 9 Läufer am Start.

## Ergebnisse Frauen

### Sprint klassisch
| Platz | Name                 | Verein                     |
| ----- | -------------------- | -------------------------- |
| 1     | Justyna Kowalczyk    | KS AZS-AWF Katowice        |
| 2     | Sylwia Jaśkowiec     | KS AZS-AWF Katowice        |
| 3     | Marcela Marcisz      | MKS Halicz Ustrzyki Dolne  |
| 4     | Paulina Maciuszek    | LKS Poroniec Poronin       |
| 5     | Justyna Mordarska    | MUKN Pod Stróżą Miszkowice |
| 6     | Ewelina Marcisz      | MKS Halicz Ustrzyki Dolne  |
| 7     | Agnieszka Szymańczak | KS AZS-AWF Katowice        |
| 8     | Martyna Galewicz     | LKS Poroniec Poronin       |

Datum: 27. März

Es waren 25 Läuferinnen am Start.

### 5 km Freistil
| Platz | Name                | Verein                     | Zeit (min) |
| ----- | ------------------- | -------------------------- | ---------- |
| 1     | Justyna Kowalczyk   | KS AZS-AWF Katowice        | 12:45,0    |
| 2     | Sylwia Jaśkowiec    | KS AZS-AWF Katowice        | 13:36,6    |
| 3     | Kornelia Marek      | KS AZS-AWF Katowice        | 14:08,9    |
| 4     | Paulina Maciuszek   | LKS Poroniec Poronin       | 14:26,2    |
| 5     | Magdalena Kozielska | UKS Regle Kościelisko      | 14:35,3    |
| 6     | Martyna Galewicz    | LKS Poroniec Poronin       | 14:48,7    |
| 7     | Anna Staręga        | UKS Rawa Siedlce           | 14:53,2    |
| 8     | Marcela Marcisz     | MKS Halicz Ustrzyki Dolne  | 14:55,1    |
| 9     | Justyna Mordarska   | MUKN Pod Stróżą Miszkowice | 15:14,8    |
| 10    | Ewelina Marcisz     | MKS Halicz Ustrzyki Dolne  | 15:21,1    |

Datum: 28. März

Es waren 32 Läuferinnen am Start.

### 15 km klassisch Massenstart
| Platz | Name                 | Verein                     | Zeit(min) |
| ----- | -------------------- | -------------------------- | --------- |
| 1     | Justyna Kowalczyk    | KS AZS-AWF Katowice        | 46:37,0   |
| 2     | Sylwia Jaśkowiec     | KS AZS-AWF Katowice        | 47:54,7   |
| 3     | Paulina Maciuszek    | LKS Poroniec Poronin       | 48:27,6   |
| 4     | Kornelia Marek       | KS AZS-AWF Katowice        | 48:30,7   |
| 5     | Martyna Galewicz     | LKS Poroniec Poronin       | 51:29,1   |
| 6     | Agnieszka Szymańczak | KS AZS-AWF Katowice        | 52:11,9   |
| 7     | Marcela Marcisz      | MKS Halicz Ustrzyki Dolne  | 53:24,4   |
| 8     | Justyna Mordarska    | MUKN Pod Stróżą Miszkowice | 53:47,8   |
| 9     | Monika Fundanicz     | MKS Halicz Ustrzyki Dolne  | 54:13,7   |
| 10    | Anna Staręga         | UKS Rawa Siedlce           | 55:12,0   |

Datum: 25. März

Es waren 16 Läuferinnen am Start.

### 4 × 5 km Staffel
| Platz | Team                                                                                         | Zeit         |
| ----- | -------------------------------------------------------------------------------------------- | ------------ |
| 1     | KS AZS-AWF KatowiceJustyna Kowalczyk Agnieszka Szymańczak Aleksandra Prekurat Kornelia Marek | 58:13,0 min. |
| 2     | KS AZS-AWF KatowiceSylwia Jaśkowiec Agata Marek Kinga Bieszczad Beata Szymańczak             | 1:01:52,9 h. |
| 3     | MKS Halicz Ustrzyki DolneEwelina Marcisz Paula Socha Marcela Marcisz Monika Fundanicz        | 1:03:22,6 h. |

Datum: 30. März

Es waren 7 Teams am Start.

### 30 km Freistil Massenstart
| Platz | Name              | Verein                    | Zeit(std) |
| ----- | ----------------- | ------------------------- | --------- |
| 1     | Justyna Kowalczyk | KS AZS-AWF Katowice       | 1:22:34,8 |
| 2     | Sylwia Jaśkowiec  | KS AZS-AWF Katowice       | 1:24:17,6 |
| 3     | Kornelia Marek    | KS AZS-AWF Katowice       | 1:27:20,0 |
| 4     | Marcela Marcisz   | MKS Halicz Ustrzyki Dolne | 1:32:04,3 |
| 5     | Martyna Galewicz  | LKS Poroniec Poronin      | 1:33:43,5 |
| 6     | Anna Staręga      | UKS Rawa Siedlce          | 1:35:42,7 |

Datum: 1. April

Es waren 11 Läuferinnen am Start.